# Valsta distrikt
Valsta distrikt är ett distrikt i Sigtuna kommun och Stockholms län. 
Distriktet ligger öster om Sigtuna och omfattar bland annat bostadsområdet Valsta.

## Tidigare administrativ tillhörighet
Distriktet inrättades 2016 och utgörs av en del av Husby-Ärlinghundra socken i Sigtuna kommun.
Området motsvarar den omfattning Valsta församling hade vid årsskiftet 1999/2000 och som den fick 1998 när den utbröts ur Husby-Ärlinghundra församling.